# Antigitanisme

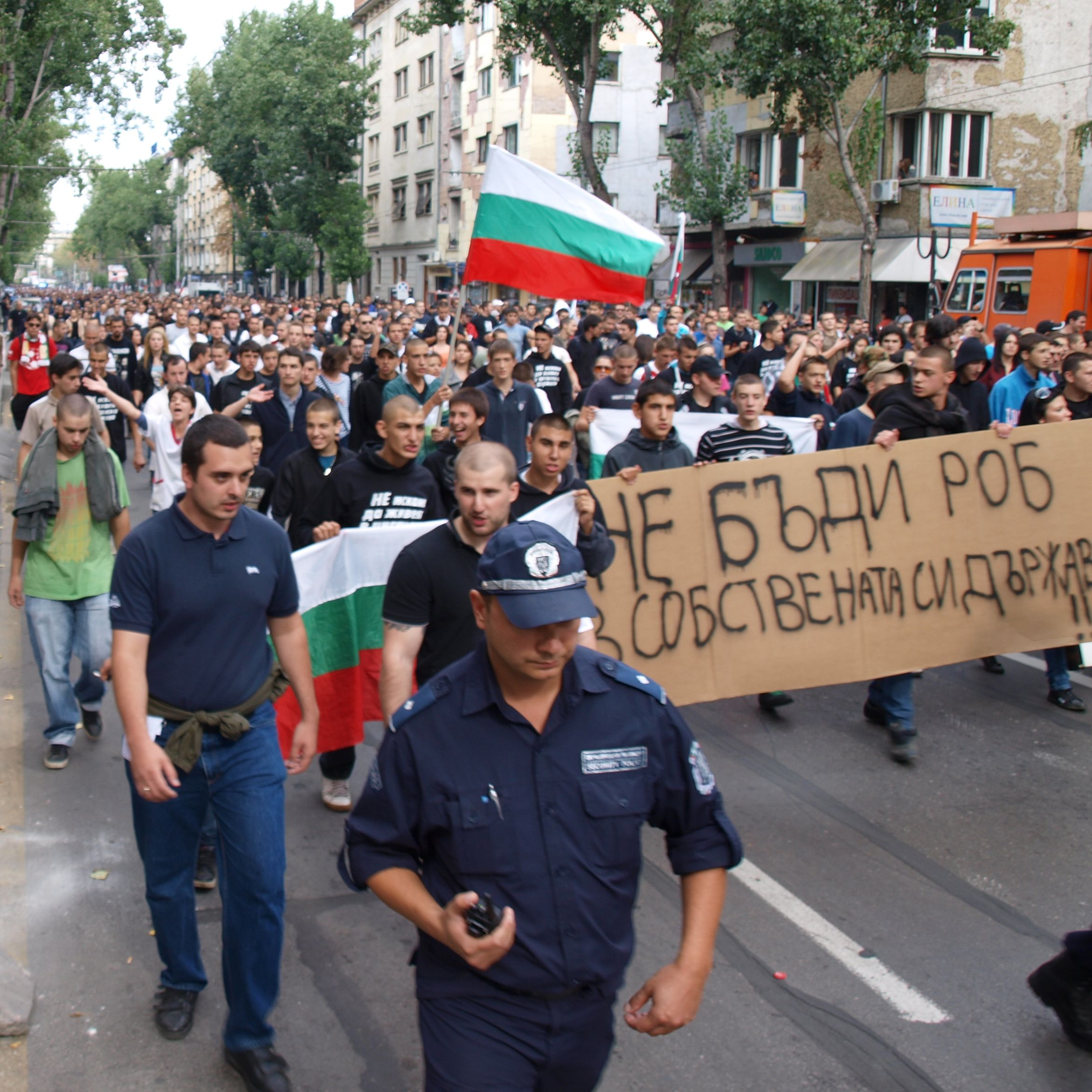
Protesta antigitana a Sofia (Bulgària) el 1r d'octubre del 2017.

L'antigitanisme o romofòbia és el racisme específic contra el poble roma, sinti, traveller i altres comunitats que són estigmatitzades en l'imaginari col·lectiu com a "gitanes" atribuint un sentit pejoratiu al terme. Encara que el terme obté cada vegada més reconeixement institucional, encara no hi ha un acord total sobre la seva naturalesa i implicacions. L'antigitanisme s'utilitza amb freqüència en un sentit restringit per assenyalar les actituds antigitanes o l'expressió d'estereotips negatius a l'espai públic o el discurs de l'odi. No obstant això, l'antigitanisme fa referència a un espectre més ampli de les expressions i pràctiques discriminatòries, incloent formes subtils i invisibilitzades. L'antigitanisme no és només el que es diu, sinó el que es fa i també el que no es fa, com podria ser la impunitat davant un delicte d'odi contra persones o comunitats gitanes.
Existeix la creença que és a causa del seu estil de vida seminòmada i a les diferències de llenguatge i cultura, que s'ha produït una sensació de desconfiança i rebuig als gitanos i gitanes per part dels països pels quals s'han estès al llarg del temps. No obstant això, les persones i comunitats gitanes no són responsables ni causants de l'antigitanisme, sent forçats a l'assimilació i exclosos al llarg de la història del poble gitano.
L'arrel tsigan és la base de la paraula que designa als roma en molts idiomes europeus. En la majoria d'aquests llenguatges la pronunciació és similar a la paraula hongaresa cigány. En espanyol ha donat origen al terme “cíngaro”, derivat de la paraula hongaresa. Però el terme més conegut i estès és el de “gitano”, derivat de la paraula "egiptano", perquè al segle xv es creia que els gitanos venien d'Egipte o d'Egipte Menor, una regió de l'Àsia Menor.

## Definició
Encara no existeix una definició comunament acceptada de l'antigitanisme que trobi una àmplia acceptació en la societat civil, les institucions públiques i l'acadèmia. Certs elements es repeteixen, però les descripcions sovint són imprecises o fins i tot manquen totalment de documents que utilitzin el terme. Però utilitzar l'antigitanisme com a sinònim de "discriminació dels romanís" o com una referència a certes expressions específiques (tals com a discurs d'odi o estereotips negatius) enfosqueix l'especificitat, l'abast i l'estructura subjacent del fenomen.
El terme "antigitanisme" apareix per primera vegada a la fi de la dècada de 1920 a Rússia. El seu actual ús s'origina als debats acadèmics dels anys setanta i vuitanta i va començar a entrar en el lèxic institucional a principis dels anys 2000. La seva adopció gradual assenyala el reconeixement que els romanís i els grups estigmatitzats com a "gitanos" són víctimes d'una forma específica de racisme. Aquest reconeixement és un pas transcendental en la lluita per la igualtat de drets.
Els textos clau que reflecteixen aquest procés inclouen la Resolució del Parlament Europeu de 20055, que per primera vegada va utilitzar "antigitanisme" en un document oficial de la UE. L'OSCE, FRA i, en particular, el Consell d'Europa (CoE) han estat pioners en l'exploració de les implicacions de l'antigitanisme i la seva inclusió en les agendes dels responsables polítics. La Recomanació de la ECRI del Consell d'Europa núm. 13 (2011), segueix sent el punt de referència per abordar l'antigitanisme de manera coherent i global.
En 2015, el Parlament Europeu va reiterar la seva crida de 2005 per fer front a l'antigitanisme, i la Comissió Europea va utilitzar per primera vegada de manera significativa l'informe sobre l'aplicació del Marc de la UE per a les estratègies nacionals d'integració roma. Malgrat el seu ús institucional creixent, encara és necessari el seu reconeixement traduït en una acció efectiva i basada en una comprensió profunda del fenomen.
La definició d'antigitanisme proposada per Valeriu Nicolae en el seu article de 2006 "Cap a una definició d'antigitanisme" segueix sent influent avui. A través de la seva afirmació que la deshumanització forma el principi central de l'antigitanisme, l'argumentació del document és més evocadora que sistemàtica. Com suggereix el títol, pretén generar debat, no tancar-lo.
Des de l'Alliance Against Antigypsyism es va proposar en 2016 la següent definició de treball:
"L'antigitanisme és un complex persistent i construït històricament de racisme consuetudinari contra grups socials identificats sota l'estigma "gitano" o altres termes relacionats, i incorpora:
1. una percepció i descripció homogeneïtzants i essencializants d'aquests grups;
2. l'atribució de característiques específiques als mateixos;
3. les estructures socials discriminatòries i les pràctiques violentes que sorgeixen en aquest context, que tenen un efecte degradant i ostracista i que reprodueixen desavantatges estructurals".

Aquesta definició de treball té com a objectiu presentar una explicació analíticament coherent de l'antigitanisme. Subratlla la seva estructura en capes, indicant de quina manera les pràctiques discriminatòries que formen part de l'antigitanisme flueixen i es relacionen amb la construcció ideològica d'un altre, un procés que l'antigitanisme té en comú amb altres racismes. Subratlla el caràcter inventat o "imaginari" dels seus objectes, per aclarir que no es dirigeix a individus o grups amb atributs comuns, sinó que opera sobre la base de la projecció de certs trets compartits que suposadament difereixen d'unes normes comunes, al mateix temps que nega als afectats el reconeixement d'una dignitat comuna.
La definició també posa en relleu el caràcter històric del fet que no té un contingut fix, s'adapta als canvis socials, econòmics i les realitats polítiques, però sempre ressorgeix. Aquesta definició evita posar certes manifestacions de l'antigitanisme específiques al centre d'atenció, a fi de no ocultar altres formes d'antigitanisme menys visibles però igualment perjudicials. Reconèixer l'antigitanisme és reconèixer el caràcter multifacètic del fenomen i les arrels comunes de les pràctiques discriminatòries sota diferents formes i intensitats.

## Terminologia
Termes com a "racisme antigitano" o "romofòbia", que de vegades es proposen com a sinònims, es refereixen directament al grup que està majoritàriament però no exclusivament, afectat per aquest racisme. El terme "antigitanisme" fa referència a les projeccions des de l'imaginari col·lectiu cap al "gitano". És analíticament més precís i deixa clar que altres grups, sinti, travellers, manuche, egipcians, estan igualment afectats. El terme "antigitanisme” transmet un mateix contingut, ja que s'estableix "gitano" com en el terme anglès, que té elements d'aquesta ideologia racista.
D'altra banda, no s'utilitza el terme amb guió "anti-gitanisme" perquè podria fer l'efecte que alguna cosa com el 'gitanisme' existeix. Encara que certs corrents de pensament afirmen l'existència d'una Rromanipen, és a dir, un marc compartit d'afiliació entre els romanís, això no s'ha de relacionar en absolut amb les projeccions pronunciades en el discurs de l'antigitanisme, ja que aquells que encarnen l'antigitanisme són completament ignorants de les cultures i perspectives romanís.

## Història de l'antigitanisme

### Edat mitjana
A principis del segle xiii s'esmenten en els registres de l'Imperi Romà d'Orient la presència dels Atsínganoi, que són descrits com un poble de fetillers inspirats pel diable i que pretenen predir el desconegut
Al segle xvi els gitanos s'havien estès per la major part d'Europa, i per guanyar-se la vida treballaven com a músics, calderers i a vegades com a soldats.
Mentre els turcs otomans s'estenien pel territori de l'actual Bulgària van relegar als gitanos, que mancaven d'una afiliació professional permanent al nivell més baix de la societat. A Eslovàquia i l'oest d'Hongria i Croàcia, es van emetre ordres contra els gitanos, que eren considerats espies o infiltrats dels turcs. En aquesta atmosfera van ser expulsats de moltes localitats i el seu nomadisme es va incrementar. La primera legislació contra els gitanos va ser promulgada a Moràvia el 1538, i tres anys després l'emperador Ferran I d'Habsburg va ordenar que els gitanos dels seus regnes fossin expulsats després d'una sèrie d'incendis a Praga. El 1548, la Dieta d'Augsburg va declarar que qualsevol que matés un gitano, no seria culpable d'assassinat. El 1556, el govern va suavitzar la mesura afegint la prohibició d'ofegar a dones i nens gitanos.
A Anglaterra, l'“Acta dels Egipcis” de 1530 prohibia als romanís entrar al país i ordenava, als que ja vivien en territori anglès, que l'abandonessin en 16 dies. Els qui no complissin l'ordre podrien ser empresonats, deportats i sofririen la confiscació de les seves propietats. La mesura va ser suavitzada amb l'“Acta dels Egipcis” de 1554, que retirava el càstig als romanís que abandonessin les seves “repugnants, desviades i impies” formes de vida i companyies i s'assentessin en un lloc de forma estable. No obstant això, pels qui es neguessin a portar una vida sedentària, el càstig s'elevava a l'execució.

### Seglexviii
El 1710, l'emperador Josep I d'Habsburg va emetre un edicte contra els gitanos ordenant que tots els homes adults siguin penjats sense judici i que les dones i els joves siguin assotats i expulsats per sempre. A més, se'ls tallava l'orella dreta en el regne de Bohèmia i l'orella esquerra a Moràvia. En altres parts d'Àustria eren marcats a l'esquena amb un ferro candent, representant la forca. Aquests càstigs i mutilacions permetien a les autoritats identificar els gitanos en un segon arrest. A més l'edicte imperial ordenava els funcionaris locals que perseguissin als romanís o que paguessin una multa de 100 tàlers si no ho feien. Qualsevol que ocultés o ajudés als gitanos seria castigat amb mig any de treballs forçats.
Encara que molts gitanos van fugir, es van produir diverses massacres. El 1721, l'emperador Carles VI d'Habsburg va incrementar la duresa de la mesura incloent l'execució de dones gitanes adultes, i que els nens gitanos anessin separats dels seus pares i internats en hospicis per a la seva educació. El 1774, l'emperadriu Maria Teresa d'Àustria va emetre un edicte prohibint els matrimonis amb gitanos. Una dona romaní que es casés amb un no gitano havia de presentar evidències d'un treball estable i industriós a casa i familiaritat amb els principis del catolicisme, i un home romaní que es casés amb una dona no gitana havia de demostrar habilitat per mantenir una dona i fills. A més, els nens gitanos majors de cinc anys havien de ser apartats dels seus pares i educats per famílies no gitanes.
En l'actual Romania, els prínceps, terratinents i monestirs ortodoxos mantenien als gitanos com a esclaus. L'esclavitud romaní no va ser abolida fins al 1856, després de diverses revoltes.

### Porraimos
Aquestes i altres mesures semblants i discriminatòries es van emetre en un grau o un altre per tots els països europeus, i la tendència es va accentuar amb el sorgiment dels diversos nacionalismes, que rebutjaven i marginaven als gitanos i altres minories ètniques i religioses com una amenaça o un obstacle per a la unitat nacional.
Però la persecució dels romanís va aconseguir el seu auge durant la Segona Guerra Mundial, amb el Porraimos, el genocidi que els nazis van dur a terme contra els gitanos durant l'Holocaust. Com les comunitats romanís de l'Europa Oriental estaven menys organitzades que les comunitats jueves, ha resultat més difícil establir un nombre fiable de víctimes, encara que el Holocaust Memorial Research Institute de Washington estima el nombre de romanís assassinats entre 1939 i 1945 entre 500.000 i 1.500.0000. Els estudis ètnics del professor Ward Churchill conclouen que la població romaní va sofrir proporcionalment un genocidi major que la població jueva d'Europa i que la seva tragèdia ha estat en gran part marginada i ignorada pels investigadors i la societat. L'extermini dels romanís a Bohèmia i Moràvia va ser tan complet que actualment la llengua romaní bohèmia s'ha convertit en una llengua morta.

### Antigitanisme modern
L'antigitanisme ha continuat després de la Segona Guerra Mundial i prossegueix en l'actualitat, especialment a Bulgària, Romania, Eslovàquia, Hongria Eslovènia i Kosovo. Els romanís sovint són confinats a barris i guetos de classe baixa, són sotmesos a discriminació social en treballs i escoles, i sovint sofreixen brutalitat policial. A Bulgària el professor Ognian Saparev ha escrit articles en els quals afirma que els gitanos haurien de ser confinats en guetos perquè no s'integren ni s'assimilen culturalment, la seva educació els inclina cap al robatori, no volen treballar i utilitzen la seva posició com a minoria ètnica per “fer xantatge” a les autoritats i a la majoria social. Aquests articles van ser publicats com a reacció a l'assassinat del seu company, el professor Stanimir Kaloyanov, que va ser apallissat fins a la mort per un grup de romanís mentre celebrava la graduació del seu fill a Sofia al maig de l'any 2005.
En la República Txeca la majoria dels txecs no volen tenir veïns romanís (gairebé un 90%) per sobre de qualsevol altre grup ètnic, considerant-los lladres i paràsits socials. A pesar que l'adopció a Txèquia requereix un llarg període d'espera, els nens romanís dels orfenats gairebé mai són adoptats per parelles txeques. Després de la caiguda del partit comunista del poder en 1989, els llocs de treball que habitualment eren ocupats pels romanís van ser eliminats o oferts a emigrants d'Ucraïna, i els estereotips sobre els romanís van reduir la seva capacitat de buscar nous treballs. Les autoritats de la Unió Europea van amonestar a la República Txeca i Eslovàquia en 2007 per segregar de forma forçosa als nens romanís de les escoles.
En el 2006, molts romanís que havien residit anteriorment a Kosovo, vivien en comunitats de refugiats a Montenegro i Sèrbia. Els que romanen sovint sofreixen atacs per part dels kosovars albanesos, que els consideren “col·laboradors” dels serbis que van ocupar el país. El febrer de 2007 tres dones romanís d'Eslovàquia van rebre indemnitzacions d'un hospital que les va esterilitzar sense el seu consentiment quan encara eren menors d'edat. Encara que aquestes esterilitzacions s'havien produït en 1999 i 2002, aquestes dones van ser ignorades pels tribunals fins anys després.
El juliol del 2008 un tribunal d'Itàlia va declarar que l'antigitanisme és una pràctica acceptable en els llocs en els quals els romanís són lladres. Amb aquesta decisió els jutges van donar suport a la convicció dels acusats que havien exigit públicament l'expulsió dels gitanos de Verona l'any 2001. Un dels exculpats era Flavio Tosi, alcalde de Verona i militant del Partit de la Lliga Nord contrari a la immigració. La decisió del tribunal es va produir durant l'aplicació de “mesures contundents” contra els romanís per part del govern italià, dirigit pel president Silvio Berlusconi. La setmana anterior, Roberto Maroni, ministre d'Interior del govern italià, va declarar que tots els romanís d'Itàlia, incloent-hi els nens, serien fitxats. Un polític de l'oposició, Gian Claudio Bressa, va afirmar que l'aplicació d'aquestes mesures i d'altres similars “eren similars a les d'un règim autoritari”. Tres enviats de les Nacions Unides van afirmar que aplicant aquesta mesura de forma exclusiva a la minoria romaní, aquesta proposta podia qualificar-se sense ambigüitats com a discriminatòria. El Parlament Europeu va denunciar el pla del govern de Berlusconi com un acte clar de discriminació racial i va demanar al govern italià que no continués endavant.
Thomas Hammarberg, Comissionat de Drets Humans del Consell d'Europa, ha estat un destacat crític de l'antiziganisme mitjançant informes i articles en periòdics. L'agost de 2008, Hammarberg cita que la sensibilitat i la retòrica actual contra els romanís és molt similar a la qual utilitzaven els nazis i feixistes abans que comencessin les matances i massacres en massa de les dècades de 1930 i 1940. De nou s'afirma que els romanís constitueixen una amenaça per a la seguretat i la salut pública. No es fan distincions entre els criminals i la majoria de la població romaní. És una actitud vergonyosa i perillosa.
D'acord amb l'últim informe sobre Crims d'Odi de Human Rights First, els romanís sofreixen de forma habitual atacs als carrers de les ciutats i altres llocs públics. En diversos casos especialment extrems, els atacants dels romanís també van atacar les famílies gitanes a les seves pròpies cases, barris o comunitats habitats majoritàriament per romanís. Aquests patrons estesos de violència algunes vegades es basen en un odi immediat cap als romanís –sense distinció entre adults, ancians i nens- i són dirigits a erradicar la presència dels romanís en pobles i ciutats a diversos països europeus.

## L'antigitanisme en la cultura popular
El Centre Europeu per a la Recerca de l'antigitanisme va presentar oficialment una demanda contra l'actor i còmic Sacha Baron Cohen –que interpreta a Borat en un documental paròdic- per incitar a la violència i violar les lleis alemanyes contra la discriminació. Una part d'aquesta pel·lícula satírica, que suposadament mostra el llogaret empobrit de Borat a Kazakhstan, en la realitat presenta un llogaret romaní de Romania. A més, Borat fa referència en la pel·lícula al fet que es dedica a perseguir gitanos amb el seu cotxe per atropellar-los.
En el llibre de Tintín Les joies de la Castafiore es critica l'antiziganisme, perquè els gitanos que s'instal·len en la finca del Capità Haddock són falsament acusats de robar la valuosa maragda de Bianca Castafiore, però resulten completament innocents.
En un dels episodis de la sèrie nord-americana House, un dels pacients és un gitano, i el doctor Gregory House es burla del victimisme dels seus pares i la sobreprotecció del seu fill enfront dels “no gitanos”.